# Kabinet-William Henry Harrison
Het kabinet–William Henry Harrison was de uitvoerende macht van de Amerikaanse overheid van 4 maart 1841 tot 4 april 1841. Voormalig senator voor Ohio William Henry Harrison van de Whig Partij, een voormalig bevelhebber tijdens de Oorlog van 1812 werd gekozen als de 9e president van de Verenigde Staten na het winnen van de presidentsverkiezingen van 1840 over de kandidaat van de Democratische Partij, zittend president Martin Van Buren uit New York. Harrison was met 68-jaar tot op dan de oudst gekozen president, een record dat pas 139 jaar later werd verbroken in 1980 door Ronald Reagan. Op 4 april 1841, één maand na zijn aantreden overleed Harrison aan de gevolgen van een infectieuze ziekte op 68-jarige leeftijd en werd opgevolgd door vicepresident John Tyler. Harrison is met 31-dagen de kortst zittende president en de eerste die overleed tijdens zijn ambtstermijn, Harrisons kleinzoon Benjamin Harrison werd in 1888 ook tot president gekozen.
| Nr.     | Functie(s) | Functie(s)                            | Ambtsbekleder          | Ambtsbekleder                      | Ambtstermijn | Ambtstermijn      | Partij(en) |
| ------- | ---------- | ------------------------------------- | ---------------------- | ---------------------------------- | ------------ | ----------------- | ---------- |
| 9       |            | President van de Verenigde Staten     | William Henry Harrison | William Henry Harrison (1773–1841) | 4 maart 1841 | 4 april 1841      | W          |
| 10      |            | Vicepresident van de Verenigde Staten | John Tyler             | John Tyler (1790–1862)             | 4 maart 1841 | 4 april 1841      | W          |
| Kabinet |            |                                       |                        |                                    |              |                   |            |
| Nr.     | Functie(s) | Functie(s)                            | Ambtsbekleder          | Ambtsbekleder                      | Ambtstermijn | Ambtstermijn      | Partij(en) |
| [ 2 ]   |            | Minister van Buitenlandse Zaken       |                        | Jacob Martin (1784–1848)           | 4 maart 1841 | 8 maart 1841      | O          |
| 14      |            | Minister van Buitenlandse Zaken       | Daniel Webster         | Daniel Webster (1782–1852)         | 8 maart 1841 | 8 mei 1843        | W          |
| 14      |            | Minister van Financiën                | Thomas Ewing           | Thomas Ewing (1789–1873)           | 4 maart 1841 | 11 september 1841 | W          |
| 16      |            | Minister van Oorlog                   | John Bell              | John Bell (1796–1869)              | 4 maart 1841 | 11 september 1841 | W          |
|         |            | Minister van de Marine                | Vacant                 | Vacant                             | Vacant       | Vacant            | Vacant     |
| 12      |            | Minister van de Marine                | George Badger          | George Badger (1795–1866)          | 8 maart 1841 | 11 september 1841 | W          |
| 15      |            | Minister van Justitie                 | John Crittenden        | John Crittenden (1787–1863)        | 4 maart 1841 | 11 september 1841 | W          |
| 13      |            | Minister van Posterijen               | Francis Granger        | Francis Granger (1792–1866)        | 4 maart 1841 | 11 september 1841 | W          |

Washington ·
J. Adams ·
Jefferson ·
Madison ·
Monroe ·
J.Q. Adams ·
Jackson ·
Van Buren ·
W.H. Harrison ·
Tyler ·
Polk ·
Taylor ·
Fillmore ·
Pierce ·
Buchanan ·
Lincoln ·
A. Johnson ·
Grant ·
Hayes ·
Garfield ·
Arthur ·
Cleveland I ·
B. Harrison ·
Cleveland II ·
McKinley ·
T. Roosevelt ·
Taft ·
Wilson ·
Harding ·
Coolidge ·
Hoover ·
F.D. Roosevelt ·
Truman ·
Eisenhower ·
Kennedy ·
L.B. Johnson ·
Nixon ·
Ford ·
Carter ·
Reagan ·
G.H.W. Bush ·
Clinton ·
G.W. Bush ·
Obama ·
Trump I ·
Biden ·
Trump II